# Островик (Воломінський повіт)
Островик (пол. Ostrowik) — село в Польщі, у гміні Посвентне Воломінського повіту Мазовецького воєводства.
Населення — 98 осіб (2011).
У 1975-1998 роках село належало до Седлецького воєводства.

## Демографія
Демографічна структура станом на 31 березня 2011 року:
|          | Загалом | Допрацездатний вік | Працездатний вік | Постпрацездатний вік |
| -------- | ------- | ------------------ | ---------------- | -------------------- |
| Чоловіки | 50      | 14                 | 33               | 3                    |
| Жінки    | 48      | 11                 | 28               | 9                    |
| Разом    | 98      | 25                 | 61               | 12                   |